# Anton von der Goltz
Freiherr Anton Ferdinand Leopold von der Goltz (* 4. November 1828 in Kallen bei Fischhausen; † 18. Januar 1902 in Königsberg (Preußen)) war ein deutscher Rittergutsbesitzer und Mitglied des deutschen Reichstags.

## Herkunft
Seine Eltern waren der königlich preußische Leutnant Freiherr Gottlieb Ferdinand von der Goltz (1792–1859) und dessen Ehefrau Caroline Charlotte von Goetzen (1807–1884). Sein Vater war Erbherr auf Kallen und Compehnen sowie Ehrenritter des Johanniter-Ordens.

## Leben
Anton war Rittergutsbesitzer auf Kallen im Kreis Fischhausen, war preußischer Leutnant und durfte ab 1887 den Titel eines Freiherrn führen.
Von 1870 bis 1873 war er Mitglied des Preußischen Abgeordnetenhauses und vom 24. April 1876 bis 1877 des Deutschen Reichstages. Im Rahmen einer Nachwahl rückte er für den Abgeordneten Alfred Siegfried nach und vertrat die Konservative Partei und den Reichstagswahlkreis Regierungsbezirk Königsberg 4 (Fischhausen-Königsberg-Land).

## Familie
Er heiratete am 30. November 1853 in Königsberg die Freiin Eleonore Caroline Julie Antonie von der Goltz (* 24. August 1834; † 8. Mai 1912). Das Paar hatte mehrere Kinder:
- Friedrich (Fritz) Ferdinand Julius (1856–1936) ⚭ 1895 Elisabeth Caroline Emma von der Goltz (1871–1919)
- Anna Maria Leopoldine Erhardine (1858–1931) ⚭ Albrecht von Glasow
- Gertrud Margarete Emilie Nanny (1859–1899) ⚭ 1888 Albert Gustav Gerlach (1851–1926)
- Kurt Rudolf Hans (1861–1922) ⚭ 1892, Adele Hulda Cölestine Minna von Steegen (1872–1945)
- Erich Georg Max (1865–1924) ⚭ 1891 Emilie Cölestine Elisabeth von Queis (1870–1924)
- Margarethe Alexandrine Friederike (1866–1928) ⚭ 1892 Horst von Platen
- Max Georg Anton (1868–1935) ⚭ 1892 Margarethe Sophie Ernestine Emma von Hoepfner (1869–1933)
- Katharina Clara Frida Helene (* 1873) ⚭ Johann Heinrich Deetjen